# Rafael Vargas
Rafael Vargas González (La Zarza-Perrunal, Andalucía, España, 13 de julio de 1939) es un escritor, poeta y crítico literario español. Emigró a Cataluña en 1958 y dirigió el programa radiofónico Al encuentro de la poesía. Formó parte del grupo poético Dispasón, al igual que de la Asociación Prometeo de Poesía.
Volvió a de Cataluña en 1999 y actualmente es miembro de la Asociación de Críticos Literarios de Andalucía (ACLA) y presidente de la Asociación Literaria Huebra.

## Obras

### Poesía
Ha publicado en solitario los siguientes libros de poesía:
- Las nanas del galeote. (Barcelona : El autor, 1988)
- La plenitud fugaz de la mariposa. (Béjar, Salamanca : El Sornabique, 2000)
- Poemas para una queja. (Aracena : Asociación Literaria Huebra, 2005)
- Los motivos del lobo. (Aracena : Asociación Literaria Huebra, 2007)

Está incluido en las antologías:
- Versos y Voces de Prometeo. (Madrid : Zenit, 1991)
- I fuochi di Prometeo (Los fuegos de Prometeo), a cura di Michele Coco, maggio 1994, (Col. “I quaderni di Abanico : Poeti contemporanei spagnoli; 1”).

### Prosa
En prosa hay que reseñar la colección de relatos autobiográficos:
- Trozos de mi infancia. (Barcelona : El autor, 1984)

### Crítica e investigación
Como antólogo y crítico literario destacan:
- Entre el sueño y la realidad : conversaciones con poetas andaluces. (Sevilla : Guadalmena, 1992-1994). Publicación que consta de 5 volúmenes y que recoge las entrevistas del programa de radio “Al encuentro de la poesía” que dirigido y presentado por Rafael de Vargas se emitía con carácter semanal en Radio Ciutat de Badalona desde 1984 a 1994
- 21 de últimas : conversaciones con poetas andaluces. (Aracena, Huelva : Asociación Literaria Huebra, 2001). Con esta publicación el autor pretende dar continuación al proyecto anterior. Estas nuevas entrevistas se emitieron en Radio Aracena (Cadena Ser) entre los meses de mayo a septiembre de 1999.
- La Biblioteca de la Huebra : un proyecto de patrimonio literario para la Sierra. En : Patrimonio Cultural de la provincia de Huelva : actas XVI Jornadas del Patrimonio de la Comarca de la Sierra : La Nava (Huelva). Abril de 2001.

También ha realizado diversos estudios sobre el flamenco, recogidos en las obras:
- Geografía y origen de los fandangos de Huelva. (Barcelona : 1990)
- Tras las huellas del tiempo y de los mitos : el flamenco visto por los flamencos. (Alcalá de Guadaíra : Guadalmena, 1995). Entrevistas.

## Premios
Ha obtenido varios premios como creador y algunas distinciones por su labor divulgadora de la cultura andaluza, a la que ha dedicado la mayor parte de su tiempo.
- "Fiambrera de Plata" del Ateneo de Córdoba
- "Manuel Pacheco"
- "Cuenca Minera"
- "Blas Infante"